# Liste von Leuchttürmen in den Vereinigten Staaten
Diese Liste führt Leuchttürme in den Vereinigten Staaten auf.
Leuchtturm heißt auf englisch Lighthouse, im US-amerikanischen Sprachgebrauch werden sie aber überwiegend nur als Light bezeichnet. Die geschichtliche Entwicklung wird exemplarisch für die Leuchttürme in Kalifornien beschrieben.
| Name                                 | Bundesstaat    | Gewässer                       | Position                          | Baujahr(e)                | Turmhöhe | Feuerhöhe | Kennung           | Bild                    |
| ------------------------------------ | -------------- | ------------------------------ | --------------------------------- | ------------------------- | -------- | --------- | ----------------- | ----------------------- |
| Annisquam Harbor Light               | Massachusetts  | Nordatlantik                   | 42° 39′ 42,7″ N, 70° 41′ 1,1″ W   | 1801/1851/1897            | 13,7 m   | 13,7 m    | Fl.W.7,5s         |                         |
| Ashtabula Harbor Light               | Ohio           | Eriesee                        | 41° 55′ 6,8″ N, 80° 47′ 45,1″ W   | 1836/1905                 | 12 m     | 16 m      | Fl.Y.6s           |                         |
| Assateague Light                     | Virginia       | Nordatlantik                   | 37° 54′ 40,2″ N, 75° 21′ 21,6″ W  | 1833/1867                 | 43 m     | 47 m      | Fl(2)W.5s         |                         |
| Avery Rock Light                     | Maine          | Golf von Maine                 | 44° 39′ 16″ N, 67° 20′ 39″ W      | 1875                      | 10 m     | 17 m      | zerstört (1946)   |                         |
| Baker Island Light                   | Maine          | Nordatlantik                   | 44° 14′ 28″ N, 68° 11′ 56″ W      | 1828/1855                 | 13 m     | 32 m      | Fl.W.10s          |                         |
| Bakers Island Light                  | Massachusetts  | Nordatlantik                   | 42° 32′ 8,5″ N, 70° 47′ 14,7″ W   | 1791 / 1798 / 1816 / 1820 | 18 m     | 33,8 m    | Al.WR.20s         |                         |
| Bass Harbor Head Light               | Maine          | Nordatlantik                   | 44° 13′ 19″ N, 68° 20′ 14″ W      | 1858                      | 10 m     | 17 m      | Oc.R.4s           |                         |
| Bear Island Light                    | Maine          | Nordatlantik                   | 44° 17′ 0,3″ N, 68° 16′ 11,8″ W   | 1839/1889                 | 10 m     | 31 m      | Fl.W.5s           |                         |
| Blue Hill Bay Lighthouse             | Maine          | Nordatlantik                   | 44° 14′ 55,5″ N, 68° 29′ 52,4″ W  | 1857                      | 7 m      | 9 m       | gelöscht (1933)   | Bild gesucht BW         |
| Boston Light                         | Massachusetts  | Boston Harbor                  | 42° 19′ 40,6″ N, 70° 53′ 24,4″ W  | 1716/1783                 | 30 m     | 31 m      | Fl.W.10s          |                         |
| Brant Point Light                    | Massachusetts  | Nantucket Sound                | 41° 17′ 23,7″ N, 70° 5′ 25,1″ W   | 1746/1901                 | 8 m      | 8 m       | Oc.R.4s           |                         |
| Cape Ann Light Station               | Massachusetts  | Nordatlantik                   | 42° 38′ 12,4″ N, 70° 34′ 29,8″ W  | 1771/1861                 | 38 m     | 51 m      | Fl.R.5s           |                         |
| Cape Blanco Lighthouse               | Oregon         | Pazifischer Ozean              | 42° 50′ 13,3″ N, 124° 33′ 49,1″ W | 1870                      | 18 m     | 75 m      | Fl.W.20s          |                         |
| Cape Decision Lighthouse             | Alaska         | Chatham Strait                 | 56° 0′ 5,3″ N, 134° 8′ 9″ W       | 1932                      | 23 m     | 29 m      | Fl.W.5s           |                         |
| Cape Hatteras Light                  | North Carolina | Nordatlantik                   | 35° 15′ 1,9″ N, 75° 31′ 43,8″ W   | 1803/1870                 | 61 m     | 59 m      | Fl.W.7.5s         |                         |
| Cape Henry Lighthouse                | Virginia       | Chesapeake Bay                 | 36° 55′ 34,9″ N, 76° 0′ 26″ W     | 1792/1881                 | 50 m     | 50 m      | Fl(3)W.20s        |                         |
| Cape Meares Light                    | Oregon         | Pazifischer Ozean              | 45° 29′ 11,3″ N, 123° 58′ 41,6″ W | 1890                      | 12 m     | 71 m      | gelöscht (1963)   |                         |
| Cape Neddick Light                   | Maine          | Nordatlantik                   | 43° 9′ 54,7″ N, 70° 35′ 28″ W     | 1879                      | 13 m     | 27 m      | Iso.R.6s          |                         |
| Cape Poge Light                      | Massachusetts  | Nantucket Sound                | 41° 25′ 7,8″ N, 70° 27′ 6,9″ W    | 1801/1893                 | 11 m     | 20 m      | Fl.W.6s           |                         |
| Cape Spencer Lighthouse              | Alaska         | Icy Strait                     | 58° 11′ 56,5″ N, 136° 38′ 25,5″ W | 1925                      | 8 m      | 32 m      | Fl.W.10s          |                         |
| Chatham Light                        | Massachusetts  | Nordatlantik                   | 41° 40′ 17,1″ N, 69° 56′ 59,6″ W  | 1808/1877                 | 15 m     | 24 m      | Fl(2)W.10s        |                         |
| Coney Island Light                   | New York       | Lower New York Bay             | 40° 34′ 35,8″ N, 74° 0′ 42,3″ W   | 1890                      | 23 m     | 23 m      | Fl.R.5s           |                         |
| Crown Point Light                    | New York       | Lake Champlain                 | 44° 1′ 47,6″ N, 73° 25′ 17,6″ W   | 1858/1912                 | 17 m     | 27 m      | gelöscht (1926)   |                         |
| Cuttyhunk Light                      | Massachusetts  | Vineyard Sound                 | 41° 24′ 51″ N, 70° 56′ 59″ W      | 1823                      | 9 m      | 16        | gelöscht (2005)   |                         |
| East Brother Light Station           | Kalifornien    | Bucht von San Francisco        | 37° 57′ 47,6″ N, 122° 26′ 0,7″ W  | 1874                      | 15 m     | 19 m      | Fl.W.5s           |                         |
| East Chop Light                      | Massachusetts  | Nantucket Sound                | 41° 28′ 13″ N, 70° 34′ 2,8″ W     | 1878                      | 12 m     | 24 m      | Iso.G.6s          |                         |
| Edgartown Harbor Light               | Massachusetts  | Nantucket Sound                | 41° 23′ 27,1″ N, 70° 30′ 11″ W    | 1828/1881                 | 14 m     | 14 m      | Fl.R.6s           |                         |
| Erie Land Light                      | Pennsylvania   | Eriesee                        | 42° 8′ 38,1″ N, 80° 3′ 44″ W      | 1818/1867                 | 15 m     | 39 m      | F.W.              |                         |
| Farallon Island Light Station        | Kalifornien    | Pazifischer Ozean              | 37° 41′ 56,3″ N, 123° 0′ 6″ W     | 1855                      | 13 m     | 109 m     | Fl.W.15s          |                         |
| Five Finger Islands Lighthouse       | Alaska         | Inside Passage                 | 57° 16′ 13″ N, 133° 37′ 53″ W     | 1902/1935                 | 21 m     | 25 m      | Fl.W.10s          |                         |
| Five Mile Point Lighthouse           | Connecticut    | Nordatlantik                   | 41° 14′ 56,3″ N, 72° 54′ 13,6″ W  | 1805/1847                 | 21 m     | 30 m      | gelöscht (1877)   |                         |
| Fort Wadsworth Light                 | New York       | New Yorker Hafen               | 40° 36′ 20,9″ N, 74° 3′ 14,2″ W   | 1903                      | 5 m      | 23 m      | gelöscht (1965)   |                         |
| Fourteen Foot Bank Light             | Delaware       | Delaware Bay                   | 39° 2′ 53,7″ N, 75° 10′ 56″ W     | 1887                      | 12 m     | 18 m      | Fl.WR.9s          |                         |
| Gay Head Light                       | Massachusetts  | Vineyard Sound                 | 41° 20′ 54,4″ N, 70° 50′ 5,9″ W   | 1799/1856                 | 16 m     | 52 m      | Al.WR.15s         |                         |
| Grand Island Harbor Rear Range Light | Michigan       | Oberer See                     | 46° 26′ 12,8″ N, 86° 41′ 28,8″ W  | 1868/1914                 | 20 m     | 21 m      | gelöscht (1969)   |                         |
| Great Point Light                    | Massachusetts  | Nantucket Sound                | 41° 23′ 24,4″ N, 70° 2′ 53,7″ W   | 1784/1986                 | 18 m     | 22 m      | Fl.WR.5s          |                         |
| Haig Point Range Lights              | South Carolina | Atlantic Intracoastal Waterway | 32° 8′ 42,9″ N, 80° 50′ 11,3″ W   | 1873                      | 19 m     | 21 m      | Fl.W.14s          |                         |
| Highland Light                       | Massachusetts  | Cape Cod Bay                   | 42° 2′ 20,9″ N, 70° 3′ 43,3″ W    | 1797/1857                 | 20 m     | 52 m      | Fl.W.5s           |                         |
| Isles of Shoals Light                | New Hampshire  | Golf von Maine                 | 42° 58′ 2,1″ N, 70° 37′ 23,7″ W   | 1821/1859                 | 17,7 m   | 25 m      | Fl.W.15s          |                         |
| Lime Point Light Station             | Kalifornien    | Golden Gate                    | 37° 49′ 31,7″ N, 122° 28′ 42″ W   | 1900                      | 4 m      | 5 m       | Fl.W.5s           |                         |
| Long Island Head Light               | Massachusetts  | Boston Harbor                  | 42° 19′ 48,8″ N, 70° 57′ 27,6″ W  | 1819/1901                 | 16 m     | 37 m      | Fl.W.2.5s         |                         |
| Marshall Point Light                 | Maine          | Nordatlantik                   | 43° 55′ 2,7″ N, 69° 15′ 40,5″ W   | 1832                      | 9 m      | 9 m       | F.W.              |                         |
| Middle Bay Light                     | Alabama        | Mobile Bay                     | 30° 26′ 14,6″ N, 88° 0′ 40,4″ W   | 1885                      | 15 m     | 15 m      | Fl.R.6s           |                         |
| Monomoy Point Light                  | Massachusetts  | Nantucket Sound                | 41° 33′ 33,6″ N, 69° 59′ 37,1″ W  | 1823/1849                 | 12 m     | 14 m      | gelöscht (1923)   |                         |
| Nauset Light                         | Massachusetts  | Cape Cod Bay                   | 41° 51′ 36,5″ N, 69° 57′ 10,7″ W  | 1838/1923                 | 15 m     | 37 m      | Al.WR.10s         |                         |
| New Dorp Lighthouse                  | New York       | Lower New York Bay             | 40° 34′ 50,8″ N, 74° 7′ 12,4″ W   | 1856                      | 24 m     | 58 m      | gelöscht (1964)   |                         |
| New Point Loma Lighthouse            | Kalifornien    | San Diego Bay                  | 32° 39′ 54,2″ N, 117° 14′ 33,6″ W | 1891                      | 21 m     | 27 m      | Fl.W.15s          |                         |
| Old Orchard Shoal Light              | New York       | Lower New York Bay             | 40° 30′ 44,4″ N, 74° 5′ 55,2″ W   | 1893                      | 11 m     | 16 m      | zerstört (2012)   |                         |
| Old Point Loma Light Station         | Kalifornien    | San Diego Bay                  | 32° 40′ 19,1″ N, 117° 14′ 27,5″ W | 1855                      | 14 m     | 141 m     | gelöscht (1891)   |                         |
| Pemaquid Point Light                 | Maine          | Nordatlantik                   | 43° 50′ 13,2″ N, 69° 30′ 21,6″ W  | 1827                      | 12 m     | 24 m      | Fl.W.6s           |                         |
| Pigeon Point Lighthouse              | Kalifornien    | Pazifischer Ozean              | 37° 10′ 54,3″ N, 122° 23′ 38,3″ W | 1872                      | 35 m     | 45 m      | Fl.W.10s          |                         |
| Point Bonita Light                   | Kalifornien    | Pazifischer Ozean              | 37° 48′ 56,2″ N, 122° 31′ 46,3″ W | 1877                      | 10 m     | 43 m      | Oc.W.4s           |                         |
| Point Cabrillo Light                 | Kalifornien    | Pazifischer Ozean              | 39° 20′ 54,9″ N, 123° 49′ 34″ W   | 1909                      | 15 m     | 26 m      | Fl.W.10s          |                         |
| Point Diablo Light                   | Kalifornien    | Golden Gate                    | 37° 49′ 12,6″ N, 122° 29′ 58″ W   | 1923                      | 5 m      | 26 m      | Iso.W.6s          |                         |
| Point Pinos Lighthouse               | Kalifornien    | Monterey Bay                   | 36° 38′ 0,2″ N, 121° 56′ 1,5″ W   | 1855                      | 13 m     | 27 m      | Oc.W.4s           |                         |
| Point Reyes Lighthouse               | Kalifornien    | Pazifischer Ozean              | 37° 59′ 44,2″ N, 123° 1′ 23,5″ W  | 1870                      | 11 m     | 88 m      | Fl.W.5s           |                         |
| Portland Head Light                  | Maine          | Nordatlantik                   | 43° 37′ 23,1″ N, 70° 12′ 28,3″ W  | 1791                      | 25 m     | 31 m      | Fl.W.4s           |                         |
| Port Pontchartrain Lighthouse        | Louisiana      | Lake Pontchartrain             | 30° 1′ 55,8″ N, 90° 3′ 43,8″ W    | 1855                      |          |           | gelöscht 1929     |                         |
| Portsmouth Harbor Light              | New Hampshire  | Portsmouth Harbor              | 43° 4′ 15,9″ N, 70° 42′ 31,1″ W   | 1771/1878                 | 15 m     | 16 m      | F.G.              |                         |
| Presque Isle Light                   | Pennsylvania   | Eriesee                        | 42° 9′ 56,8″ N, 80° 6′ 54,9″ W    | 1873                      | 21 m     | 22 m      | Iso.W.6s          |                         |
| Princes Bay Light                    | New York       | Lower New York Bay             | 40° 30′ 27,7″ N, 74° 12′ 48,3″ W  | 1828/1864                 | 12 m     | 38 m      | gelöscht (1922)   |                         |
| Race Point Light                     | Massachusetts  | Cape Cod Bay                   | 42° 3′ 44,4″ N, 70° 14′ 35,2″ W   | 1816/1876                 | 13 m     | 14 m      | Fl.W.10s          |                         |
| Robbins Reef Lighthouse              | New Jersey     | Upper New York Bay             | 40° 39′ 26,5″ N, 74° 3′ 55,4″ W   | 1839/1883                 | 14 m     | 17 m      | Fl.G.6s           |                         |
| Rondout Light                        | New York       | Hudson River                   | 41° 55′ 15″ N, 73° 57′ 45″ W      | 1838/1915                 | 15 m     | 16 m      | Fl.W.6s           |                         |
| Round Island Light                   | Michigan       | Huronsee                       | 45° 50′ 14″ N, 84° 37′ 0,8″ W     | 1895                      | 17 m     | 16 m      | gelöscht (1947)   | Der Turm im Hintergrund |
| Round Island Lighthouse              | Mississippi    | Pascagoula River               | 30° 22′ 14,3″ N, 88° 33′ 21,2″ W  | 1833/2013                 | 15 m     | 15 m      | gelöscht (1944)   |                         |
| Rubicon Point Light                  | Kalifornien    | Lake Tahoe                     | 38° 59′ 45,2″ N, 120° 5′ 40,7″ W  | 1919                      | 4 m      | 244 m     | gelöscht (1920er) |                         |
| Sankaty Head Light                   | Massachusetts  | Nordatlantik                   | 41° 17′ 3,8″ N, 69° 57′ 58,5″ W   | 1850                      | 21 m     | 48 m      | Fl.W.7.5s         |                         |
| Sentinel Island Lighthouse           | Alaska         | Inside Passage                 | 58° 32′ 46,8″ N, 134° 55′ 23,3″ W | 1902/1935                 | 16 m     | 26 m      | Fl.W.10s          |                         |
| South Bass Island Light              | Ohio           | Eriesee                        | 41° 37′ 44,5″ N, 82° 50′ 29,3″ W  | 1897                      | 18 m     | 20 m      | gelöscht (1962)   |                         |
| Stannard Rock Light                  | Michigan       | Oberer See                     | 47° 11′ 0,6″ N, 87° 13′ 30,4″ W   | 1882                      | 34 m     | 31 m      | Fl.W.6s           |                         |
| Staten Island Light                  | New York       | Lower New York Bay             | 40° 34′ 33,9″ N, 74° 8′ 28,5″ W   | 1912                      | 27 m     | 70 m      | F.W.              |                         |
| Tarpaulin Cove Light                 | Massachusetts  | Vineyard Sound                 | 41° 28′ 7,8″ N, 70° 45′ 27″ W     | 1818/1891                 | 9 m      | 24 m      | Fl.W.6s           |                         |
| The Graves Light                     | Massachusetts  | Boston Harbor                  | 42° 21′ 54,5″ N, 70° 52′ 9,1″ W   | 1905                      | 35 m     | 30 m      | Fl(2)W.12s        |                         |
| Two Bush Island Light                | Maine          | Nordatlantik                   | 43° 57′ 51,3″ N, 69° 4′ 25,9″ W   | 1897                      | 13 m     | 20 m      | Fl.WR.5s          |                         |
| West Bank Light                      | New York       | Lower New York Bay             | 40° 32′ 16,9″ N, 74° 2′ 34,5″ W   | 1901                      | 17 m     | 21 m      | Iso.WR.6s         |                         |
| West Chop Light                      | Massachusetts  | Nantucket Sound                | 41° 28′ 50,9″ N, 70° 35′ 59,3″ W  | 1817/1891                 | 14 m     | 26 m      | Oc.WR.4s          |                         |
| West Quoddy Head Light               | Maine          | Bay of Fundy                   | 44° 48′ 54,5″ N, 66° 57′ 1,5″ W   | 1808/1858                 | 15 m     | 25 m      | Fl(2)W.5s         |                         |
| West Sister Island Light             | Ohio           | Eriesee                        | 41° 44′ 13,3″ N, 83° 6′ 38,1″ W   | 1848                      | 17 m     | 18 m      | Fl.W.4s           |                         |
| Whaleback Light Station              | Maine          | Portsmouth Harbor              | 43° 3′ 33,1″ N, 70° 41′ 44,3″ W   | 1831/1872                 | 15 m     | 18 m      | Fl(2)W.10s        |                         |
| Whitehead Lighthouse                 | Maine          | Penobscot River                | 43° 58′ 43,4″ N, 69° 7′ 27,3″ W   | 1804/1852                 | 13 m     | 23 m      | Oc.G.4s           |                         |
| Whitlocks Mill Light Station         | Maine          | St. Croix River                | 45° 9′ 46,1″ N, 67° 13′ 38,5″ W   | 1892/1919                 | 8 m      | 10 m      | Iso.G.6s          |                         |
| Yaquina Bay Lighthouse               | Oregon         | Yaquina Bay                    | 44° 37′ 26,9″ N, 124° 3′ 46,7″ W  | 1871                      | 16 m     | 50 m      | F.W.              |                         |
| Yaquina Head Lighthouse              | Oregon         | Pazifischer Ozean              | 44° 40′ 36,2″ N, 124° 4′ 45,9″ W  | 1873                      | 28 m     | 49 m      | Fl(2)W.20s        |                         |